# 大仏殿万代石楚
『大仏殿万代石楚』（だいぶつでんばんだいのいしずえ）とは、人形浄瑠璃の作品のひとつ。五段続、享保10年（1725年）10月に大坂豊竹座にて初演。西沢一風、田中千柳の合作。後にその三段目が『嬢景清八嶋日記』（むすめかげきよやしまにっき）の一部として、文楽と歌舞伎に伝わり上演されている。通称『日向島』（ひゅうがじま）。

## あらすじ

### 初段
（鶴岡八幡の段）平家が壇ノ浦の合戦で滅亡した後のこと。右大将源頼朝は、畠山重忠をはじめとする家臣たちを引連れ、鎌倉の鶴岡八幡宮に参詣していた。そこに水保屋四郎国時が、平家の侍だった阿波民部重義を連れて頼朝の前に出る。重義は数々の平家の重宝を頼朝に献上し、頼朝は重義を源氏の武士として仕えることを許す。近侍する畠山重忠は重義の器量を難じ、重義を推挙した水保屋と口論になるが、頼朝は双方を控えさせる。
頼朝はさらに、かの悪七兵衛景清が所持していたあざ丸という名刀について語ると、水保屋はあざ丸が壇ノ浦の戦いの時、景清が海中に誤って落としてしまったことを話し、しかし今もどこかに潜伏する景清は自分が捕らえてみせると頼朝に約す。
（大宮司館の段）悪七兵衛景清は、平家の恩を受けた尾張国熱田神宮の大宮司通夏のもとに身を寄せており、通夏の娘白ゆふとは夫婦になっている。二人の間には糸竹という娘がいたが、女の子ではまさかの時に足手まといであるとして八年前、糸竹が二歳のときその身柄を乳母に預け、別れて暮らしていた。
針仕事をする白ゆふの所に、白ゆふの母が訪れ話をする。景清は近頃、行先を告げずに毎日出かけており、今も留守にしている。もしや自分のほかに女ができたのでは…と白ゆふが嘆くところに、水保屋四郎が景清を捕らえるため大勢の手下を率いて館に踏み込み、家探しさせるが景清は見当たらない。そこでその行方を白状させようと通夏を引っ立て拷問するというので、白ゆふは景清は自分が逃がしたと言う。それを聞いた水保屋は、嘆く通夏たちを後にして白ゆふを縛って連れてゆく。
（鳴海の浜の段）熱田に近い鳴海の浜では、漁師たちが沖引き網で魚を捕ろうとしている。そこに白ゆふを連れた水保屋がやってきて、手下に命じて海の水で白ゆふを水責めにし、景清の行方を質すが白ゆふは答えない。しかし白ゆふの様子を見て欲情した水保屋は、縄目を解かせて白ゆふにしなだれかかった。
そのとき漁師たちが網を引くと、大きな鱶が網にかかっていた。その鱶の腹を裂くと一振りの太刀が出て、ほうかむりをして漁師たちと網を引いていた男が太刀を奪う。この男こそ景清、鱶の腹から出た太刀とは以前壇ノ浦で景清が落としたあざ丸であった。景清は以前より、白ゆふにも言わずあざ丸が見つかるようにと、熱田神宮で願をかけていたのである。水保屋は景清を捕らえようとするが景清に手下ともども痛めつけられ、景清と白ゆふを残しほうほうの体で逃げ出すのであった。

### 二段目
（清見寺宿街道の段）ここは東海道、清見寺宿の近くである。ここまで逃げてきた水保屋だったが、聞けば頼朝公がこの道を通るという。頼朝は奈良東大寺大仏殿の落慶供養に参列のため、奈良へと向かう途中であった。水保屋は景清を逃した言い訳を頼朝公になんといえば…と悩み、頼朝の先ぶれとして通りかかった千葉常種や梶原景時、畠山重忠に口添えを頼むが、いずれもにべなく断られた。そうするうちに頼朝を乗せた輿が通りかかり、頼朝は水保屋と対面する。景清を逃したことに言い訳しかできない水保屋、これに頼朝は激怒し、水保屋の所領を没収の上、追放の処分を言い渡した。頼朝は再び輿に乗り奈良への道を急ぎ、浪人の身となった水保屋は気落ちして立ち去る。
（東大寺大仏供養の段）奈良の東大寺大仏殿は、かつて平家が奈良を攻めた際に焼失していたがその再建がなされ、大仏殿の落慶供養が行われた。それが済むと多くの庶民たちも参詣し、大仏殿の近くに建てられた仮屋には、頼朝が勅使冷泉隆房とともに休息している。そこへあわただしく警固の武士が駆け付け、興福寺の衆徒と称する者が頼朝に申す事ありと暴れているという。やがて裏頭頭巾で顔を隠し、袈裟衣の下に鎧を着こんで大太刀を佩いた者が頼朝の前にあらわれるが、それは景清であった。景清は平家の仇と頼朝に近づき討とうとするが、最後は重忠の家来本田次郎や警固の武士たちに捕り押さえられる。
捕らえられてもなお頼朝に恨みを述べる景清。頼朝は恨みを捨て自分に仕えるよう諭し、自分の着ていた装束を脱いで景清に渡す。すなわち晋の予譲の例にならい、それを自分の首の代わりとせよという心であった。そして景清の縄目も解き太刀も返した。寛大な頼朝の態度に景清は感激し、頼朝の装束を刀で裂いて恨みを晴らす。しかし畠山重忠の姿を見ると再び怒りにかられた。重忠ももとは平家に仕えた侍で、それが今、源氏の禄を受けていることに怒りを覚えたのである。これではいけないと景清は、人を見て怒りにかられないようにと自らの両眼を刀でえぐった。この様子を見た頼朝は感涙し、景清は太刀を杖代わりにして歩みその場を去る。

### 三段目
（花菱屋の段）東海道の途中手越の宿に、花菱屋という遊女屋があった。そこに肝煎り（女衒）の佐次太夫が、十三、四になる若い娘を連れてくる。娘はこの花菱屋に身を売りたいという。花菱屋の長（亭主）と女将がそのわけを問うと、娘（じつは糸竹）は次のように語った。
自分はこれまで母親と共に暮らしてきたが、その母が十日ほど前に亡くなった。ところが今はの際にその母が語ることには、実は自分は母ではなく乳母であり、幼いころに実の母親から預かって育ててきた。そして実の父親は大名にあたる身分の侍であると。また実の母（白ゆふ）はすでに亡くなっており、父（景清）は盲目の乞食となって今は日向国の宮崎にいるという。乳母の死後、盲目の父親が検校という位を得れば、何不自由なく暮らせると座頭から聞いたが、それには大金がいるらしい。その大金を得て父親を助けるためにこの身を売るのだと。
情深い花菱屋の長はこの話を聞いて涙し、娘を遊女として抱えることにした。そして大金を娘に与え、まず日向に行き父親に直接会って金を渡してくることを許す。娘は喜びすぐに日向へと出立することになり、その付添いとして佐次太夫が同行する。
（糸竹ひめ道行）佐次太夫と共に娘（糸竹）は船で日向へと向かう。
（茶摘みの段）鎌倉や京の都から遠く離れた日向国の宮崎。土地の女たちが茶を摘みながら、この土地で暮らす盲目の景清の事を噂する。
（日向島の段）景清は姿も以前と変わり痩せ衰え、粗末な藁小屋に寝起きし、土地の人々の情けにすがりどうにか暮らしていた。景清の首からかけた包みの中にはしゃれこうべが入っている。それは平重盛のしゃれこうべであった。今日はその重盛の命日とて、景清はしゃれこうべを岩の上に置き、供え物をして拝した。そして平家の昔を思い出し嘆くのであった。
糸竹と佐次太夫が日向に到着する。盲目の景清を見た糸竹は、話に聞いた父かとすがろうとするが、今の身の上を恥じた景清はそれを杖で追い払い、自分は景清ではない、景清は去年亡くなったと嘘を言い小屋に入った。それを本当と思い嘆く糸竹。せめて父の墓に参ろうと、佐次太夫と共にその場を去ろうとする。そこに里の人々が通りかかり、景清は死んでなどおらず、糸竹たちが先ほど尋ねた盲目の乞食のことだと教えた。糸竹たちは里人たちに連れられて再び景清の所に戻る。
里人のひとりが小屋の中にいる景清に向い、景清は居るかと声をかけると、景清が怒りながら出てくる。先ほど娘と名乗る者が来たが、今の身の上を恥じて追い返した。それをまだ景清と呼ぶなどとは、娘も含めこの世のことは思い切った我が心を乱そうとするのかと。それを聞いた糸竹は景清に縋りついて泣き、盲目の父も今は娘を引き寄せ涙ながらに我が子の顔に触った。
佐次太夫は景清に、糸竹は相模国の裕福な大百姓の嫁となり、今は幸せに暮らしている、その婿の親が景清の事を聞き、検校の位を得させるための大金を糸竹に持たせてここまで来たのだと話した。これは糸竹が実は身売りをして大金を作った事を隠すための嘘である。だがそれを聞いた景清は、百姓の嫁となるような者は自分の娘ではないと怒り出し、小屋からあざ丸を持ち出し投げ付けた。その剣幕に糸竹も佐次太夫も、あざ丸を持って帰りの船に乗り込まざるを得なかった。しかし実はこれも、娘が自分にいつまでも心を残さないようにとの景清の心遣いであった。船に乗った糸竹とそれを見送る景清はたがいに別れを惜しみつつ、船は船着場から出て海の彼方へと消えてゆく。
後には佐次太夫が残した大枚の金、そして文箱があった。ところが糸竹たちを案内した里人に文箱のなかの書状を読ませると、なんと糸竹が景清のために、自らの身を売って大金を作った事を綴っている。景清は驚き船を返せと叫ぶがもはや手遅れ、これも邪見放逸な平清盛に仕えた報いかと、あまりのことに泣き叫んだ。
そんな景清に里人たちは声をかける。実はそれらは頼朝が鎌倉から遣わした隠し目付、天野の四郎と土屋の郡内という侍で、景清の事を普段から見張っていたのである。天野たちは錦の道服を出し、景清は頼朝公に帰順したと言って渡海船を招き寄せると、それに景清を乗せ出立するのだった。

### 四段目
（生田屋店先の段）花菱屋の抱えとなった糸竹は名も朝妻と改め、手越で評判の遊女となっていた。揚屋の生田屋に二人の侍が来て、朝妻にすぐ会わせろという。生田屋の亭主は、朝妻には他に先客があるのでと一旦は断ったが、侍が金を握らせるのでそれではと、朝妻にすぐ会わせることにした。
（生田屋の段）いっぽう朝妻は畠山重忠の息子、小六郎重治と深い仲となっており、重治は今日も生田屋で朝妻が来るのを二階座敷で待ち焦がれている。
その重治を待たせて朝妻が、亭主の案内で二人の侍の前に出ていた。侍のひとりが顔を隠していた頭巾をとると、実はそれは熱田の大宮司通夏の妻で白ゆふの母、すなわち朝妻の祖母であった。今ひとりは別所宇太八という大宮司家に仕える若者である。祖母は朝妻こと糸竹がこの手越で遊女になっているとの話を通夏から聞き、やってきたのである。朝妻は驚き、祖母と巡り会えたことに互いに嬉し涙を流して話をするのであった。しかし祖母からすぐに身請けしてやろうと言われた朝妻は、まず重治にそのことを相談しようと考え、すぐに身請けするのは待つよう頼み、重治のもとに行こうとした。
ところが朝妻が祖母と会っているのを二階で禿から聞いた重治は、朝妻が他の男にしなだれていると勘違いする。朝妻が二階座敷の重治のもとに来るが、重治は朝妻が他の男になびいたと怒り、朝妻に乱暴する。一階でその物音を聞いた祖母と宇太八は驚き、宇太八は二階に上がって重治の乱暴を咎め、朝妻も事情を話すので、重治は乱暴したことを詫びるのだった。祖母と宇太八は一旦旅宿に帰った。
丑三つ時の生田屋。朝妻は重治と共に二階で寝ている。その一階に忍んで現れたのは水保屋四郎であった。朝妻があざ丸の太刀を持っていると聞いた水保屋は、それを奪って頼朝に献上し自分の追放を解いてもらおうと考えていたのである。生田屋にはすでに水保屋の家来、郷介と国八が客として入り、朝妻たちの様子をうかがっていた。
二階座敷に忍び入った水保屋主従、水保屋が重治たちに声をかけると重治は郷介、国八と刀を抜いて斬り結び、そのすきに水保屋があざ丸を奪って逃げ出す。水保屋と郷介、国八は屋根伝いに逃げ、重治と朝妻は水保屋を追う。重治は郷介を斬り捨てたものの、水保屋と郷介は屋根から降りたのでそれを追い、朝妻はよろけて屋根から落ちてしまう。
（生田屋塀外の段）生田屋ではこの斬合いに気付き大騒ぎとなり、高提灯の明かりがあたりを照らす。この明かりにうろたえた水保屋と国八の前に重治と朝妻があらわれ、重治は国八と、朝妻は水保屋と斬り結ぶ。国八は斬り倒され、水保屋も手を負わされるが重治と朝妻も手を負い、終いには近くの泥田に三人とも転げ落ちた。
そこへ本田次郎と生田屋の亭主が、祖母と宇太八を同道しやってくる。重治と朝妻は介抱され、本田次郎は朝妻に景清が頼朝公に帰順し、今は重忠の館にいると知らせた。喜ぶ朝妻。そして重ね重ねの恨みだと宇太八が水保屋を泥田より引き出し、その首を引抜き討ち取るのであった。

### 五段目
（重忠館の段）朝妻は名を再び糸竹と改め、重治のもとに嫁入りすることになった。今日は重忠の館で重治と糸竹の婚礼が行われている。父親である景清や重忠、糸竹の祖母や宇太八も来てみな重治と糸竹の祝言を喜ぶ。そこへ頼朝からの上使として阿波民部重義が訪れた。
重義は頼朝が景清に領地を与える旨を聞かせるが、そのとき盲目の景清を侮辱する言葉を放つ。景清は怒り、受け取った知行状をびりびりに破って重義を捕まえその首を引き抜いた。頼朝からの上使を殺してしまったことに重忠は慌てるが、景清は刀を抜くと自らの腹に突っ込む。さらに皆は驚き糸竹も嘆くが景清は、娘を遊女のままでいさせてはと思いこの鎌倉まで来たが、それも重治殿との縁組が整えばこの世に思い残すこともない、もう自分を親とも思わず舅の重忠殿を親と思って仕えよと言い、重盛のしゃれこうべを出して押し戴くと、刀を引き回して腹を切り、果てるのだった。

## 解説
平家滅亡後なおも源氏への恨みを忘れず、源頼朝の命を狙ったという伝説の人物悪七兵衛景清。この景清の事については古くより芸能で扱われ、謡曲の『大仏供養』や『景清』などを始めとして浄瑠璃や歌舞伎にも取り上げられている。『大仏殿万代石楚』もそうした作のひとつであり、先行作である『出世景清』（近松門左衛門作）や土佐節の『鎌倉袖日記』などの影響を受けて書かれた浄瑠璃である。この『大仏殿万代石楚』の三段目は、明和元年（1764年）10月に豊竹座で上演された五段続の浄瑠璃『嬢景清八嶋日記』の三段目にほぼそのまま取り込まれており、それが後の文楽や歌舞伎にまで伝わった。
景清の話には、景清が東大寺で頼朝を襲おうとする場面と、盲目となって日向国で暮らす景清のもとに、娘が訪ねてくるという二つの主要な場面があるが、後者が現在にまで残ったことになる。幼いころ別れた父を助けようと我が身を売る娘と、それまで妻子の事など忘れたかのように生きてきた父親が再会し、父は我が子のことを思い涙する。「日向島」の景清の聞きどころ、見どころのひとつといえよう。
三段目「日向島」は謡曲『景清』を骨子としており、景清の登場場面の「松門独り閉ぢて。年月を送り…」というくだりなど、謡曲から詞章を取った部分もある。ただし謡曲の『景清』では、景清が娘の所望により三保の谷（水保屋）とのしころ引きを物語り、そのあと娘に後生を頼み別れて終るが、『大仏殿万代石楚』の「日向島」は隠し目付の天野と土屋に景清が渡海船に乗せられ、鎌倉へと向かうところで幕となる。『嬢景清八嶋日記』ではさらに増補がされており、天野たちが景清を船に乗せようとすると三保の谷（水保屋）が現れ、盲目の景清に勝負を挑むが討たれる。そして景清たちは船出するが、現行の文楽では三保の谷とのくだりは省略される。また『嬢景清』は景清の娘の名を糸竹ではなく「糸滝」とし、景清が首から下げた袋に入れているのは重盛の位牌で、浄瑠璃の本文では景清が重盛の位牌を拝するようになっているが、文楽の舞台では位牌と共にしゃれこうべも出している。
文楽では「日向島」は大曲とされ、独特な演出がある。舞台に青竹の手すりを付け、太夫の用いる見台は白木、またろうそくの明りを出す。景清の人形においても、この演目のためだけにあつらえた「景清」という頭（かしら）や手足を使い、頭には縮緬を貼る。胴も「餓鬼胴」と称する特殊なものである。
| 『月梅摂景清』 右から四代目中村歌右衛門の悪七兵衛景清後に日向勾当、二代目尾上菊次郎の飾間の賎の女おのぶ実は景清娘人丸、二代目市川九蔵の室の津肝煎佐次太夫、三代目尾上新七の船番匠新七郎実は天野四郎常長。弘化5年正月、江戸中村座。歌川国芳画。 |  | 『月梅摂景清』 右から四代目中村歌右衛門の悪七兵衛景清後に日向勾当、二代目尾上菊次郎の飾間の賎の女おのぶ実は景清娘人丸、二代目市川九蔵の室の津肝煎佐次太夫、三代目尾上新七の船番匠新七郎実は天野四郎常長。弘化5年正月、江戸中村座。歌川国芳画。 |
| 『月梅摂景清』 右から四代目中村歌右衛門の悪七兵衛景清後に日向勾当、二代目尾上菊次郎の飾間の賎の女おのぶ実は景清娘人丸、二代目市川九蔵の室の津肝煎佐次太夫、三代目尾上新七の船番匠新七郎実は天野四郎常長。弘化5年正月、江戸中村座。歌川国芳画。 |  | |

歌舞伎では、三段目の「花菱屋」や「日向島」が寛政の頃より舞台に取り上げられているが、弘化5年（1848年）正月、江戸中村座にて『月梅摂景清』（つきのうめめぐみのかげきよ）の外題で「日向島」が上演されている。三代目桜田治助の作、四代目中村歌右衛門の景清。これは三保の谷との立回りから、観音の霊験により景清の両眼が見えるようになったり、景清が船にある牢に一旦は閉じ込められるも、それを破って暴れる「牢破りの景清」などの趣向を加え、さらに最後は畠山重忠が出てきて、景清と再会を約しさらばさらばで幕になるという増補をしたものである。四代目歌右衛門の養子四代目中村芝翫もこの増補がされた「日向島」の景清を勤めた。歌舞伎の「日向島」は近代に入ってからは上演が途絶えた時期もあったが、昭和16年（1941年）に二代目實川延若が景清を演じ、戦後は初代松本白鸚や二代目中村吉右衛門が演じている。